# Maryna Litvinchuk
Maryna Litvinchuk nata Paŭtaran (in bielorusso Марына Віктараўна Літвінчук (Паўтаран)?; Sotničy, 12 marzo 1988) è una canoista bielorussa, vincitrice della medaglia di bronzo nel K4 500 m a Londra 2012 e Rio de Janeiro 2016.
Nelle Olimpiadi del 2020, ha ricevuto una medaglia d'argento nel K4 500 metri femminile.

## Palmarès
- Giochi olimpici

Londra 2012: bronzo nel K4 500m.
Rio de Janeiro 2016: bronzo nel K4 500m.
- Mondiali

Poznań 2010: argento nel K1 5000m.
Seghedino 2011: bronzo nel K1 5000m e K4 500m.
Mosca 2014: argento nel K1 5000m, bronzo nel K4 500m e nella staffetta K1 4x200m.
Milano 2015: oro nel K1 5000m, K2 200m e K4 500m.
Montemor-o-Velho 2018: argento nel K1 5000m.
Seghedino 2019: oro nel K2 200m e nel K2 500m, argento nel K4 500m e bronzo nel K1 5000m.
- Europei

Trasona 2010: bronzo nel K1 5000m.
Belgrado 2011: oro nel K1 5000m, K4 500m e bronzo nel K2 200m.
Zagabria 2012: argento nel K2 200m, K2 500m e K4 500m.
Brandeburgo 2014: oro nel K2 200m e argento nel K1 5000m.
Račice 2015: oro nel K1 5000m, K2 200m e K4 500m.
Mosca 2016: oro nel K1 5000m, argento nel K4 500m, bronzo nel K2 200m e K2 500m.
Belgrado 2018: argento nel K4 500m.
- Giochi europei

Baku 2015: oro nel K1 5000m e nel K2 200m.
Minsk 2019: oro nel K1 5000m, argento nel K4 500m e bronzo nel K2 200m.
- Universiade

Kazan' 2013: oro nel K1 500m, K2 200m, K4 200m e K4 500m.